# Titan II GLV
O Titan II GLV (Gemini Launch Vehicle) ou Gemini-Titan, foi um veículo de lançamento descartável de origem Norte americana. Fabricado pela Martin Marietta, foi uma adaptação do ICBM Titan II, para missões tripuladas do Projeto Gemini.
Dois voos de teste não tripulados foram seguidos por dez voos tripulados usando esse modelo de lançador. Todos com sucesso.
O Titan II foi um foguete de combustível líquido de dois estágios, usando uma combinação hipergólica de propelentes, com Aerozine 50 como combustível e tetróxido de nitrogênio como oxidante. O primeiro estágio utilizava o motor LR87 com duas câmaras de combustão e dois bocais, alimentado por um único conjunto de turbobombas, e o segundo estágio, utilizava o motor LR91.

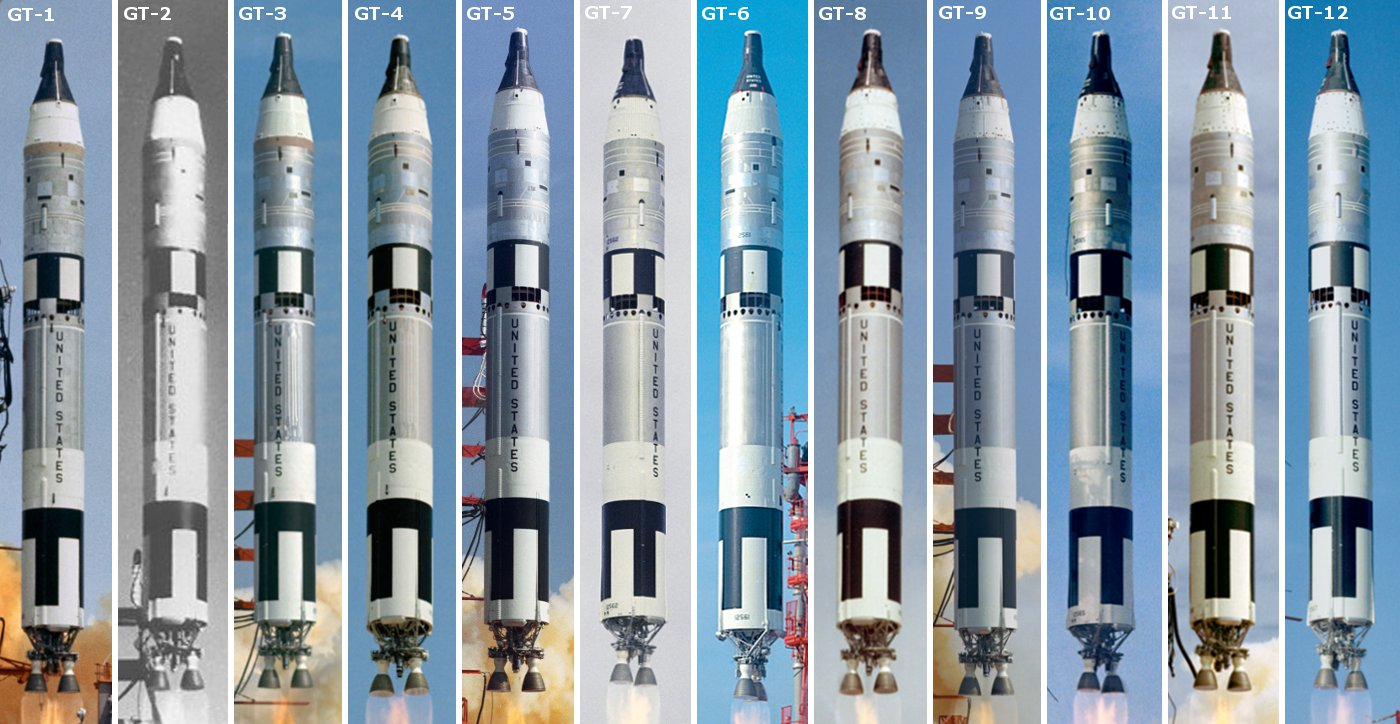
Todos os lançamentos do Titan II GLV.

## Voos
| Missão  | N.º de série do VL | Data de lançamento | Tripulação                                                  |
| ------- | ------------------ | ------------------ | ----------------------------------------------------------- |
| GT-1    | GLV-1 12556        | 08 abr. 1964       | Voo de teste orbital não tripulado                          |
| GT-2    | GLV-2 12557        | 19 jan. 1965       | Voo de teste suborbital para o escudo antitérmico da Gemini |
| GT-3    | GLV-3 12558        | 23 mar. 1965       | Gus Grissom e John Young                                    |
| GT-IV   | GLV-4 12559        | 03 jun. 1965       | James McDivitt and Ed White                                 |
| GT-V    | GLV-5 12560        | 21 ago. 1965       | Gordon Cooper and Pete Conrad                               |
| GT-VII  | GLV-7 12562        | 04 dez. 1965       | Frank Borman and Jim Lovell                                 |
| GT-VI A | GLV-6 12561        | 15 dez. 1965       | Wally Schirra and Thomas P. Stafford                        |
| GT-VIII | GLV-8 12563        | 16 mar. 1966       | Neil Armstrong and David Scott                              |
| GT-IX A | GLV-9 12564        | 03 jun. 1966       | Thomas P. Stafford and Eugene Cernan                        |
| GT-X    | GLV-10 12565       | 18 jul. 1966       | John Young and Michael Collins                              |
| GT-XI   | GLV-11 12566       | 12 set. 1966       | Charles P. Conrad and Richard F. Gordon                     |
| GT-XII  | GLV-12 12567       | 11 nov. 1966       | Jim Lovell and Edwin "Buzz" Aldrin                          |